# Pterodroma cahow
Pterodroma cahow (tên tiếng Anh: "Bermuda petrel" - hải âu Bermuda) là một loài hải âu thuộc chi Pterodroma. Thường được gọi là cahow tại Bermuda, một cái tên xuất phát từ tiếng kêu của nó, đây là quốc điểu của Bermuda và xuất hiện trên tiền tệ Bermuda. Đây là một loài chim biển hiếm. Chúng có kích thước trung bình với đôi cánh dài.